# فرودگاه شهرستان لیبرتی (جورجیا)
فرودگاه شهرستان لیبرتی (گرجستان) (به انگلیسی: Liberty County Airport (Georgia)) یک فرودگاه همگانی بهره‌برداری هوایی است که یک باند فرود آسفالت دارد و طول باند آن ۱۱۲۷ متر است. این فرودگاه در کشور ایالات متحده آمریکا قرار دارد و در ارتفاع ۳۰ متری از سطح دریا واقع شده است.